# Tylonycteris robustula

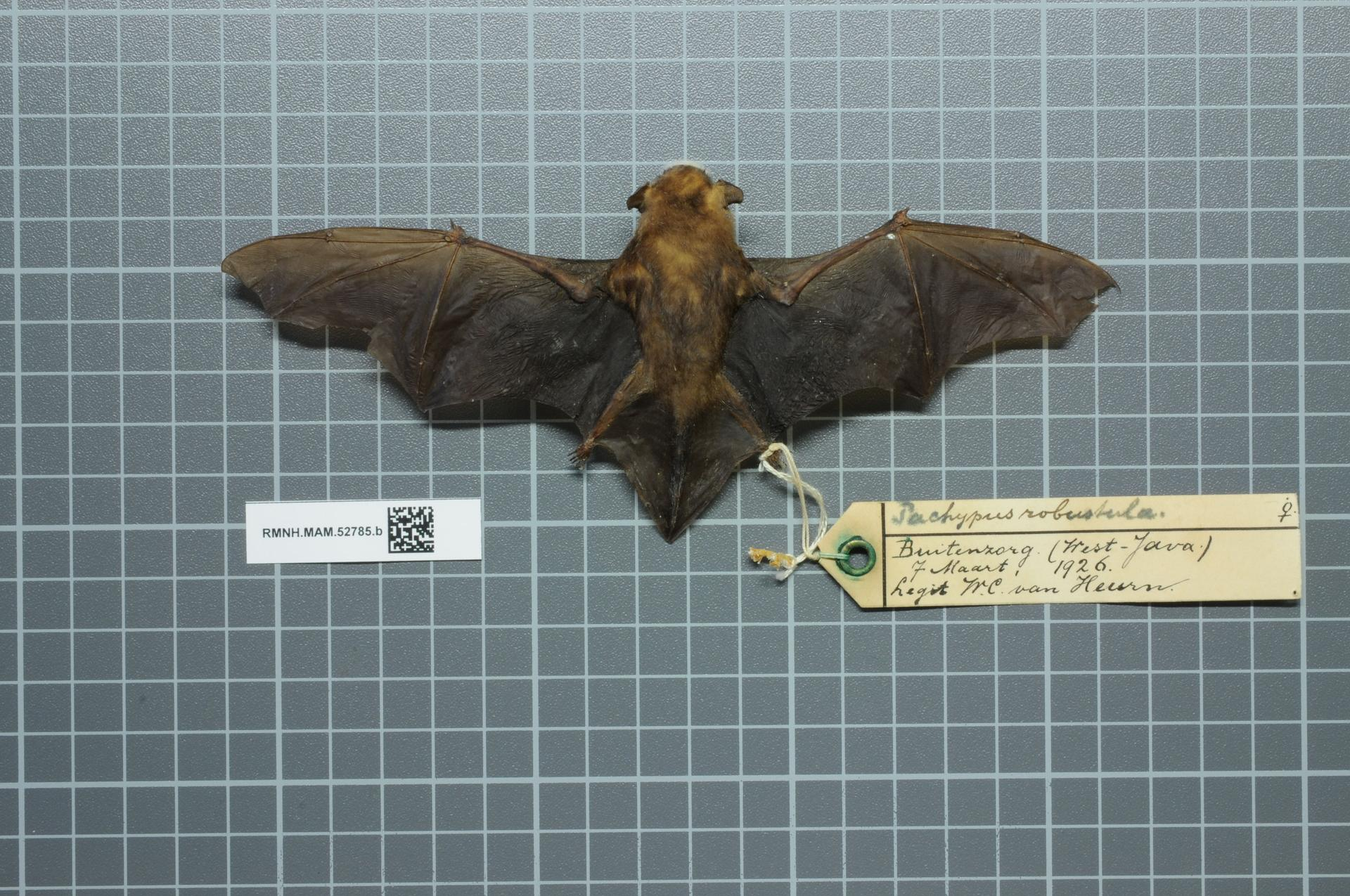

Tylonycteris robustula é uma espécie de morcego da família Vespertilionidae. Pode ser encontrada no Camboja, China, Índia, Indonésia, Laos, Malásia, Myanmar, Filipinas e Tailândia.